# Abrostola microvalis
Abrostola microvalis là một loài bướm đêm trong họ Noctuidae.